# موتسومي إينوماتا
موتسومي إينوماتا (いのまたむつみ إينوماتا موتسومي) هي رسامة يابانية ولدت في 23 ديسمبر 1960 في محافظة كاناغاوا.

## وصلات خارجية
- موتسومي إينوماتا على موقع IMDb (الإنجليزية)
- موتسومي إينوماتا على موقع ميوزك برينز (الإنجليزية)
- موتسومي إينوماتا على موقع ديسكوغز (الإنجليزية)
- موتسومي إينوماتا على موقع قاعدة بيانات الفيلم (الإنجليزية)
- موتسومي إينوماتا على موقع ANN person (الإنجليزية)